# 테리 카터

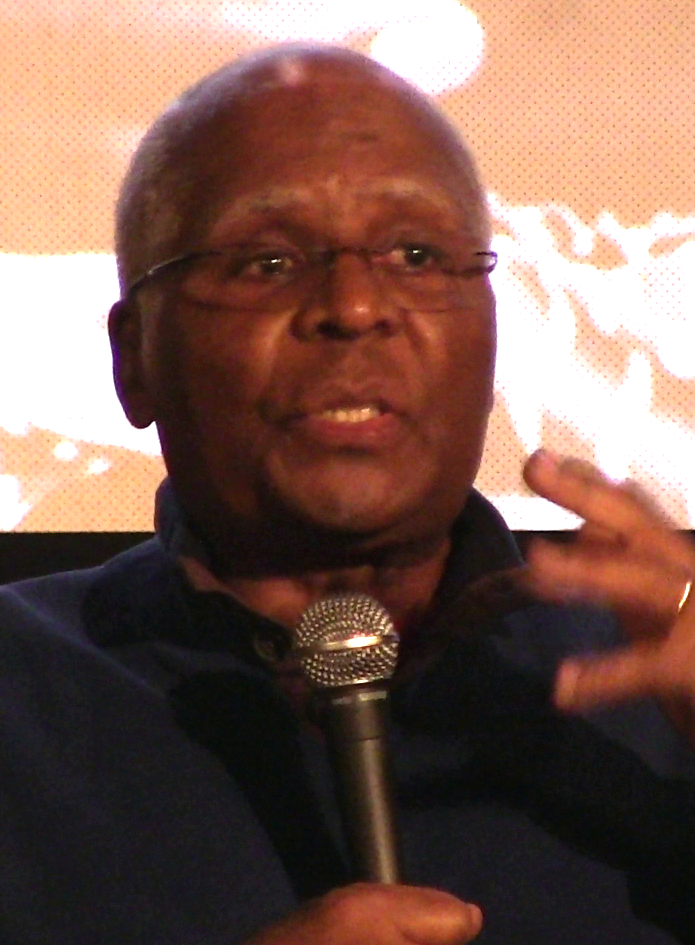

테리 카터(Terry Carter, 1928년 12월 16일~2024년 4월 23일)는 미국의 텔레비전 배우, 영화배우이다.
브루클린에서 태어났다.

## 방송
- 수사관 맥클라우드

## 영화
- 코만도 해밀턴(1998년)
- 성룡의 나이스 가이(1997년)
- 더 폴 가이(1981년)
- 배틀스타 갤럭티카 2(1978년)
- 배틀스타 갤럭티카(1978년)
- 배틀스타 갤럭티카 - 78년 시리즈(1978년)
- 폭시 브라운(1974년)
- 벤지(1974년)
- 수사관 맥클라우드(1970년)
- 빌코 상사(1955년)